# 古特兰

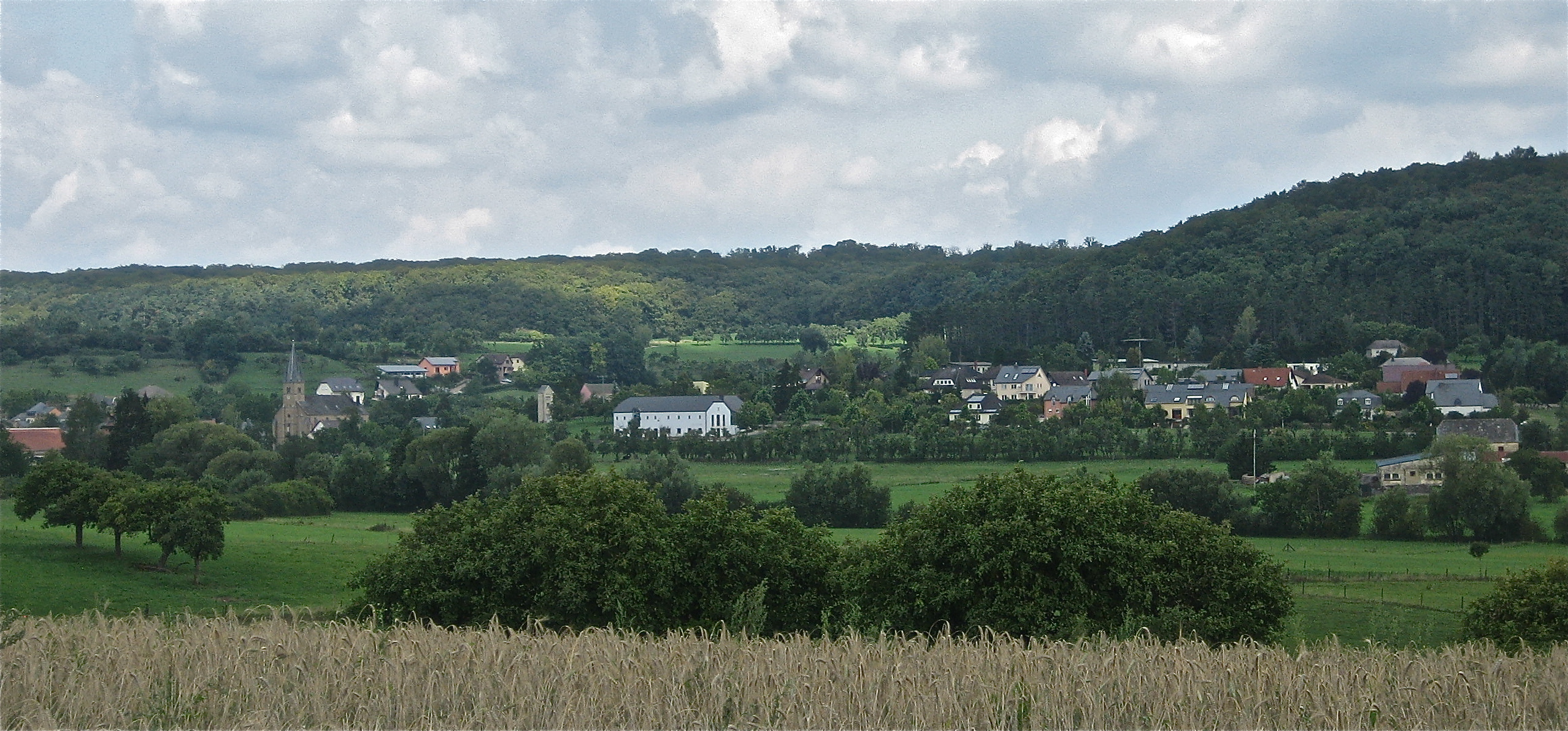
贝什附近的古特兰地区景观。

古特兰（德語：Gutland，德語發音：[ˈɡuːtˌlant]，法語發音：[bɔ̃ pei]；含义均为“佳地”）是一个涵盖了卢森堡大公国南部和中部的地区。古特兰涵盖了卢森堡68％的领土；古特兰北部是厄斯灵，该地区涵盖了大公国领土其余的32％。在东部，卢森堡古特兰毗邻德国的比特堡古特兰（Bitburger Gutland）。
古特兰不是一个单一的地区，包括五个主要的子地区：七堡谷、小瑞士、卢森堡高原、摩泽尔河谷和红土地。尽管古特兰地区繁多，但其具有将其与厄斯灵区分开的自然地理与人文地理特征。
与人口稀少的厄斯林不同，古特兰相对城市化。厄斯林只有一个人口超过2,000的城镇，而古特兰则有四个人口超过15,000的城市（卢森堡城、阿尔泽特河畔埃施、迪弗當日和迪德朗日）。但是，古特兰的市区大部分集中在阿尔泽特河畔埃施县 、卢森堡县、卡佩伦县和梅尔施县，而古特兰的其他一些地区（雷当日县、埃希特纳赫县、格雷文马赫县和雷米希县）的人口稀少，几乎与厄斯灵地区一样。
古特兰的海拔高度比厄斯灵低，且地势平坦。从地质学上讲，古特兰主要是侏罗纪-三叠纪砂岩地层，是洛林系统的一部分。厄斯灵主要是泥盆纪片岩和石英。两地均树木繁茂，但厄斯灵的森林却更多、更密，证明了厄斯灵地区人类发展进度的缓慢。古特兰大部分地区都是肥沃的农业土地，因此得名。
49°42′N 6°12′E / 49.7°N 6.2°E